# Savoia-Marchetti S.M.81
Il Savoia-Marchetti S.81 Pipistrello fu un bombardiere, trimotore e monoplano ad ala bassa, sviluppato dall'azienda aeronautica italiana Savoia-Marchetti nei primi anni trenta.
Operò nella Guerra civile spagnola, in quella d'Etiopia e durante la Seconda guerra mondiale, venendo relegato a compiti di trasporto verso la fine della sua carriera.

## Storia del progetto
Progettato dall'ing. Marchetti e sviluppato parallelamente al Savoia-Marchetti S.M.73, era un monoplano ad ala bassa con carrello fisso, a costruzione e rivestimento misti. Messo a punto il progetto, furono predisposte due linee di fabbricazione parallele: una per l'S.73 destinato al trasporto civile e l'altra per l'S.81 bombardiere con possibilità di rapida trasformazione in velivolo da trasporto. Tale fu la fortuna di questi modelli, che, per far fronte alle commesse, se ne fecero fabbricare anche da altre ditte, come Piaggio, Aer Macchi, Ausa, Breda e CRDA.
Il prototipo compì il primo volo sulla pista di Vergiate l'8 febbraio 1935 ai comandi del pilota collaudatore Adriano Bacula e, dopo essere stato positivamente valutato alla Direzione Superiore Studi ed Esperienze di Guidonia, se ne avviò la produzione in serie affidata, oltre che alla SIAI, ad altre sette ditte allo scopo di disporre di un buon numero di esemplari in breve tempo. I collaudi dimostrarono che si trattava di un apparecchio robusto, affidabile e dotato di notevoli caratteristiche aeronautiche.
L'S.M.81 non subì grosse modifiche durante la sua vita operativa, se non le numerose motorizzazioni, tutte con propulsori radiali raffreddati ad aria. Tra i più comuni i Piaggio P.X RC.35 da 700 CV e gli Alfa Romeo 125 RC.35 da 650 CV.
Una variante montò anche motori francesi a doppia stella da 14 cilindri, Gnome-Rhône 14K da 650 CV, provenienti da lotti requisiti. Altre modifiche furono effettuate su apparecchi da bombardamento per la loro riconversione a trasporti, con lo sbarco degli equipaggiamenti bellici e dell'armamento difensivo, e la sostituzione della torretta dorsale semi-retrattile Breda H con una Caproni-Lanciani Delta. Nel corso del secondo conflitto mondiale ricevette il nomignolo di Pipistrello, perché impiegato in missioni notturne.
L'ala era in tre parti, bassa a sbalzo e completamente in legno, con ipersostentatori e aletta di compensazione regolabile a terra. I piani di coda erano in tubi d'acciaio rivestiti in tela, il timone di direzione era dotato di aletta servo motrice e la fusoliera era in traliccio di tubi metallici saldati e rivestita in compensato e tela. Il carrello d'atterraggio era fisso e aveva ruote indipendenti carenate munite di freni pneumatici.

## Impiego operativo

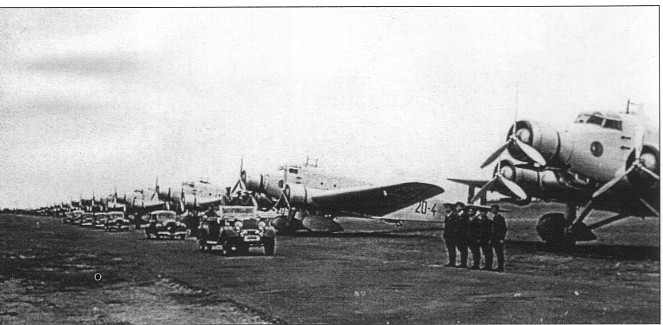
Rassegna della linea di volo del 15º Stormo con gli S.M.81 Pipistrello della 20ª Squadriglia, 46º Gruppo.

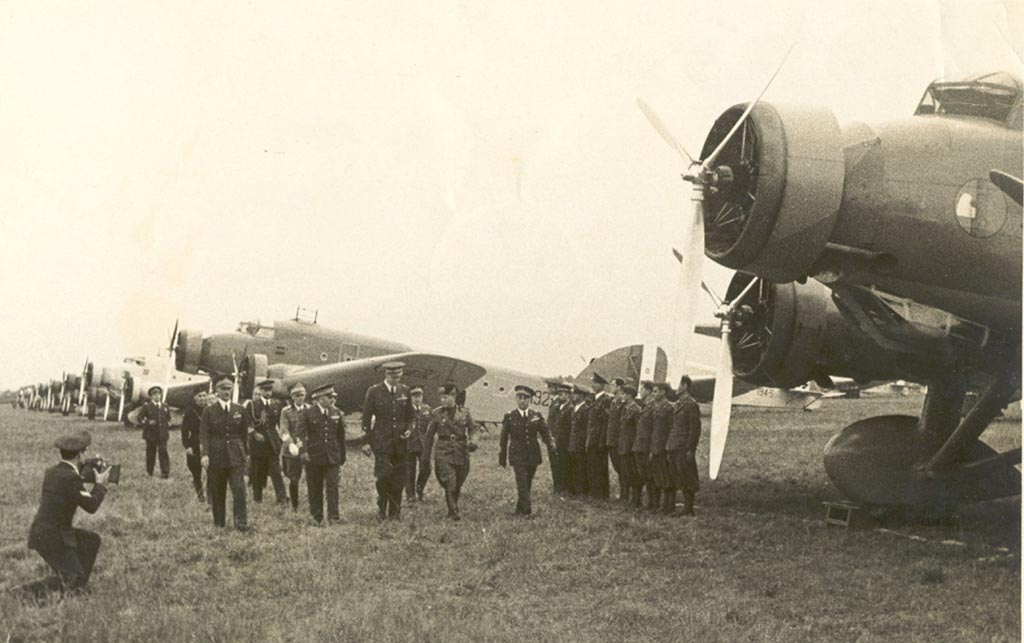
Benito Mussolini passa in rassegna i S.M.81 del 30º Stormo.

Dal mese di aprile del 1935, i primi esemplari arrivano al 7º Stormo. Dal settembre successivo era in dotazione al 15º Stormo (tra cui 20ª Squadriglia e 21ª Squadriglia).
L'S.M.81 fece in tempo ad intervenire negli ultimi giorni della campagna di Abissinia, più a scopo propagandistico che per reali esigenze nel 9º Stormo (nell'11ª Squadriglia, 13ª Squadriglia e 62ª Squadriglia. In questa fase operò anche con la 63ª Squadriglia come ricognitore e trasporto).
Nel gennaio 1936 equipaggiano l'8º Stormo, in febbraio il 14º Stormo, in aprile l'11º Stormo ed il 30º Stormo, in maggio il 12º Stormo, in dicembre il 16º Stormo ed il 32º Stormo e nel corso dello stesso anno fu il primo aereo militare italiano ad essere inviato da Mussolini in aiuto della rivolta del generale Francisco Franco in Spagna. Assieme a modelli più recenti operò intensamente durante tutta la guerra civile spagnola. Particolarmente attive furono le squadriglie basate nelle isole Baleari, impegnate a colpire sistematicamente la città di Barcellona.
Dal febbraio 1938 erano in dotazione anche al 36º Stormo.
All'epoca della sua entrata in servizio era uno dei più moderni bombardieri del mondo, e alla vigilia della seconda guerra mondiale, benché ormai superati, circa 300 S.M.81 armavano ancora numerose squadriglie da bombardamento in Africa settentrionale italiana, Albania, Egeo e Africa Orientale Italiana. Al 10 giugno 1940 erano disponibili ancora 294 S.M.81, relegati per lo più all'impiego notturno. Ma i primi aerei italiani ad entrare in azione in Africa Orientale furono - di giorno - proprio due S.M.81. L'11 giugno 1940, uno attaccò Porto Sudan e l'altro svolse una missione di ricognizione sul Mar Rosso. Quella stessa notte, tre "Pipistrelli" decollarono per bombardare Aden, ma uno tornò indietro e un altro impattò contro una collina vicino a Massaua mentre tentava un atterraggio.
 Ritirato dalla prima linea entro la fine 1940 trovò un utile impiego come aereo da trasporto. Ne furono assegnati alcuni esemplari all'Iraq, impegnato vanamente nel 1941 in una guerra come alleato dell'Asse.
Dopo l'armistizio del settembre 1943, 4 esemplari continuarono ad operare con l'Aeronautica Cobelligerante Italiana fino al dicembre 1944 Gli esemplari rimasti a nord vennero utilizzati dal Gruppo Aerotrasporti Capitano 'Felice Terracciano' dell'Aeronautica Nazionale Repubblicana. Il reparto, costituitosi nel novembre 1943 ed equipaggiato anche con Junkers Ju 52/3m, operò sul fronte orientale.
Il reparto volò con insegne tedesche, sotto la designazione Transportgruppe 10. Nel giugno 1944, 19 S.M.81 trasportarono dall'Estonia a Immola, in Finlandia, il personale tecnico della "combat force" Gefechtsverband Kuhlmet, equipaggiata con Focke-Wulf Fw 190 e Junkers Ju 87 Stukas, destinata a rafforzare l'aeronautica finlandese a fronte dell'offensiva sovietica.
Il Transportgruppe 10 operò in Finlandia fino al novembre 1944.
Un numero modesto di "Pipistrelli" sopravvisse alla guerra e restò in servizio in Italia fino al 1950.

### Incidente di Roccagorga
Il velivolo Savoia Marchetti S.M.81 fu protagonista di un grave incidente avvenuto nella cittadina di Roccagorga in provincia di Latina il 10 novembre 1936. Durante una esercitazione di lunga navigazione e addestramento strumentale, un trimotore S.M.81, gregario di una pattuglia da bombardamento, causa una forte perturbazione, virò verso Roccagorga ed entrò in avaria, precipitando nei pressi della principale piazza cittadina, in via Cristoforo Colombo. L'impatto fu tremendo e provocò vittime sia tra i membri dell'equipaggio che tra i civili. Le cronache parlano di 16 vittime tra cui 6 abitanti di Roccacorga morti nel tentativo di salvare i membri dell'equipaggio intrappolati nel relitto.
Si trattò del più grave incidente aereo dell'aviazione fascista.
Sul luogo verso sera giunse personalmente Mussolini accompagnato dal prefetto di Littoria e da alcuni alti ufficiali, per constatare i danni provocati dall'incidente e rendere omaggio alle vittime militari e civili deposte nella chiesa dei SS. Leonardo ed Erasmo.
Tra i militari componenti l'equipaggio morirono nell'incidente il secondo pilota s.te Andrea Luigi Fumo ed il s.te Corrado Ciani.

## Varianti
S.M.81B
prototipo bimotore con muso vetrato; motori Isotta-Fraschini Asso XI RC da 840 CV ciascuno.

## Utilizzatori
Repubblica di Cina
- Chung-Hua Min-Kuo K'ung-Chün

 Italia
- Regia Aeronautica
  - Aviazione Legionaria

 Italia
- Aeronautica Militare

 Repubblica Sociale Italiana
- Aeronautica Nazionale Repubblicana

 Spagna
- Aviación Nacional

 Spagna
- Ejército del Aire

### Pubblicazioni e riviste
- Daniele Lembo, SIAI 81 Pipistrello, in Aerei nella Storia, n. 33.
- G. Centra - L'anno 1936 e Roccagorga -Incidente aviatorio accaduto sull'Abitato di Roccagorga alle ore 12,45 circa del giorno 10 novembre 1936 - Ed. Risveglio -Gaeta -marzo 1985.
- (EN) Malcolm Passingham, Savoia-Marchetti SM81, in Aircraft Illustrated, Vol 10, No 5, maggio 1977,  pp. 182-187.
- Il messaggero di Roma -1936.
- Vie dell'Aria -1936-
- Il messaggero 14. Ottobre 1984